# Bannoa
Bannoa är ett släkte av svampar. Bannoa ingår i ordningen Erythrobasidiales, klassen Cystobasidiomycetes, divisionen basidiesvampar och riket svampar.
| Bannoa | \| \| Bannoa hahajimensis \| \| \| \| |
|        | \| \| Bannoa hahajimensis \| \| \| \| |
|        | Erythrobasidium                       |
|        |                                       |
|        | Bannoa hahajimensis                   |
|        |                                       |

|  | Bannoa hahajimensis |
|  |                     |